# Saint-Étienne-de-Valoux
Pour les articles homonymes, voir Saint-Étienne (homonymie).
Saint-Étienne-de-Valoux est une commune française située dans le département de l'Ardèche, en région Auvergne-Rhône-Alpes.

## Géographie

### Situation et description
La commune de Saint-Étienne-de-Valoux se situe à proximité du Rhône, en retrait de la commune d'Andance. Sa superficie de 2,36 km2 en fait une des plus petites communes de l'Ardèche. Son territoire s'étage de 155 m à 388 m. Le village s'est construit sur l'emplacement d'un ancien bras du Rhône. Le hameau des Barges est installé un peu plus en hauteur sur le flanc du piémont nord-ardéchois.

### Géologie
Les sols de la commune se prêtent bien à la culture de la vigne et des arbres fruitiers : sols granitiques sur les hauteurs, argileux avec un lœss profond sur les terrains plus bas. Ce type d'argile provient de l'apport par le vent de particules très fines pendant les périodes glaciaires de l'ère quaternaire. Les gisements d'argile ont permis le fonctionnement de trois briqueteries. La dernière a fermé en 1961.
La commune et le village sont traversés par le ruisseau du Torrenson, qui capte des eaux sur Davézieux, Saint-Cyr et Thorrenc et rejoint le Rhône à Andance. En cas de crues, il est capable de débordements rapides dans sa traversée du village.

### Communes limitrophes
Saint-Étienne-de-Valoux est limitrophe de cinq communes, toutes situées dans le département de l'Ardèche et réparties géographiquement de la manière suivante :
Les communes de Saint-Désirat, Saint-Cyr, Saint-Étienne-de-Valoux et Thorrenc se rejoignent en un quadripoint, près du hameau de la Révicolle. L'endroit est matérialisé par une ancienne borne aux armes des religieux célestins.

### Climat
Pour des articles plus généraux, voir Climat d'Auvergne-Rhône-Alpes et Climat de l'Ardèche.
En 2010, le climat de la commune est de type climat du Bassin du Sud-Ouest, selon une étude du CNRS s'appuyant sur une série de données couvrant la période 1971-2000. En 2020, Météo-France publie une typologie des climats de la France métropolitaine dans laquelle la commune est dans une zone de transition entre le climat de montagne et le climat méditerranéen et est dans la région climatique  Moyenne vallée du Rhône, caractérisée par un bon ensoleillement en été (fraction d’insolation > 60 %), une forte amplitude thermique annuelle (4 à 20 °C), un air sec en toutes saisons, orageux en été, des vents forts (mistral), une pluviométrie élevée en automne (250 à 300 mm). 
Pour la période 1971-2000, la température annuelle moyenne est de 12,2 °C, avec une amplitude thermique annuelle de 17,6 °C. Le cumul annuel moyen de précipitations est de 820 mm, avec 7,7 jours de précipitations en janvier et 5,7 jours en juillet. Pour la période 1991-2020, la température moyenne annuelle observée sur la station météorologique de Météo-France la plus proche, « Saint-Désirat Sa », sur la commune de Saint-Désirat à 1 km à vol d'oiseau, est de 13,3 °C et le cumul annuel moyen de précipitations est de 698,4 mm,. Pour l'avenir, les paramètres climatiques de la commune estimés pour 2050 selon différents scénarios d'émission de gaz à effet de serre sont consultables sur un site dédié publié par Météo-France en novembre 2022.

### Voies de communication et transports
Une voie ancienne reliait la voie romaine de la rive droite du Rhône au plateau annonéen. Elle suivait apparemment la vallée du Torrenson pour rejoindre Thorrenc puis le hameau de Solore.
Un itinéraire plus accessible aux charrettes lui a succédé ensuite entre le hameau des Barges et le hameau de la Révicolle.
Pour la circulation automobile, un itinéraire plus direct a été aménagé pour la RN 82, entre les Barges et Saint-Cyr dans le cadre de la « Route bleue » qui évitait la traversée de Lyon en reliant directement Roanne à Andance. Mais cette « montée ou descente des Barges » reste encore dangereuse et accidentogène. Elle est devenue maintenant la départementale 82.
La voie ferrée Saint-Rambert-d'Albon – Annonay a fonctionné entre 1869 et 1987 sur la partie ouest de la commune, en passant au-dessus du hameau des Barges. Après l'enlèvement des rails, le tronçon est devenu un chemin de terre communal.

## Urbanisme

### Typologie
Au 1er janvier 2024, Saint-Étienne-de-Valoux est catégorisée commune rurale à habitat dispersé, selon la nouvelle grille communale de densité à 7 niveaux définie par l'Insee en 2022.
Elle est située hors unité urbaine. Par ailleurs la commune fait partie de l'aire d'attraction d'Annonay, dont elle est une commune de la couronne,. Cette aire, qui regroupe 37 communes, est catégorisée dans les aires de 50 000 à moins de 200 000 habitants,.

### Occupation des sols
L'occupation des sols de la commune, telle qu'elle ressort de la base de données européenne d’occupation biophysique des sols Corine Land Cover (CLC), est marquée par l'importance des territoires agricoles (57,4 % en 2018), en augmentation par rapport à 1990 (55,7 %). La répartition détaillée en 2018 est la suivante : 
cultures permanentes (53,9 %), forêts (34 %), milieux à végétation arbustive et/ou herbacée (8,5 %), zones agricoles hétérogènes (3,5 %), zones urbanisées (0,2 %).
L'évolution de l’occupation des sols de la commune et de ses infrastructures peut être observée sur les différentes représentations cartographiques du territoire : la carte de Cassini (XVIIIe siècle), la carte d'état-major (1820-1866) et les cartes ou photos aériennes de l'IGN pour la période actuelle (1950 à aujourd'hui).

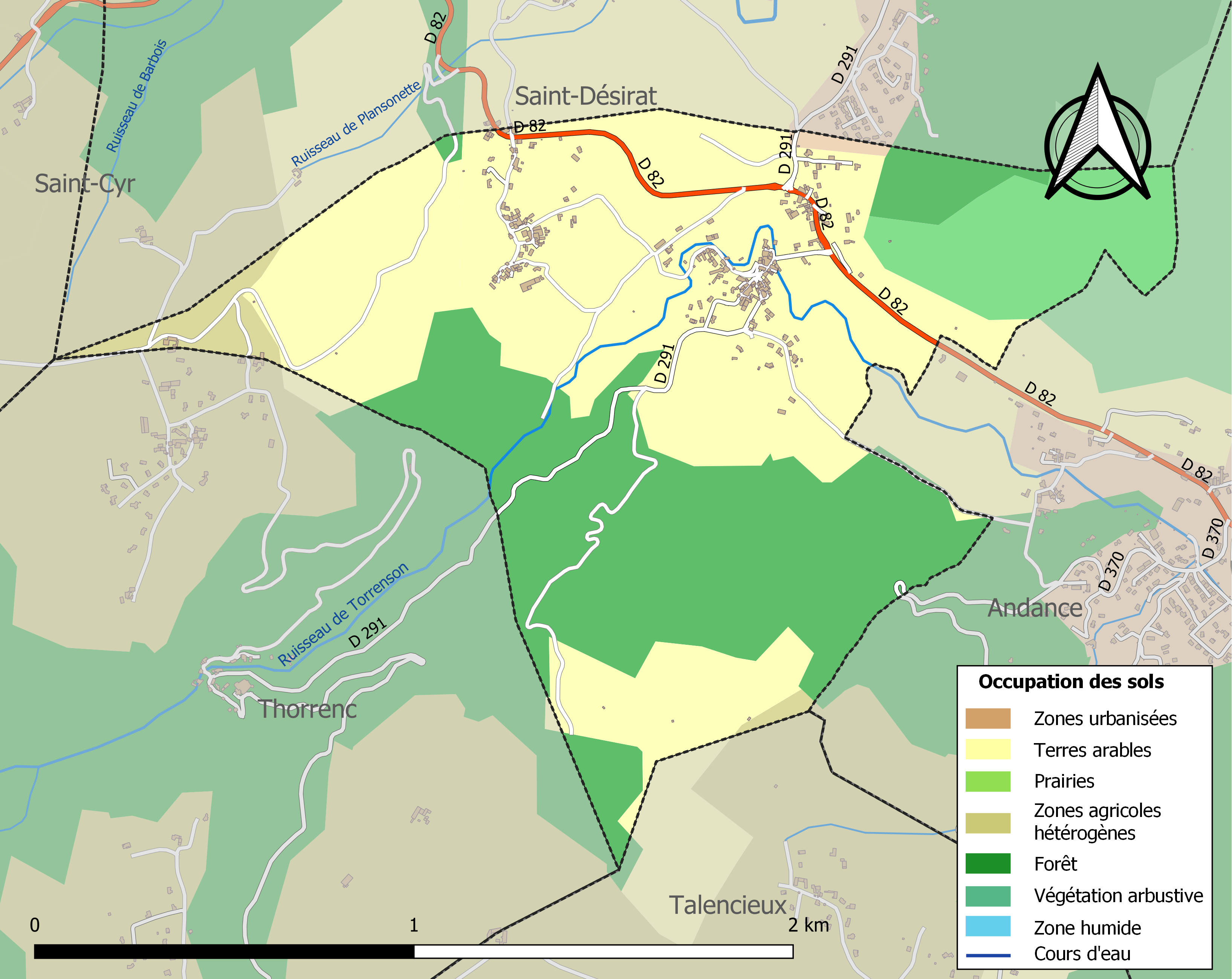
Carte des infrastructures et de l'occupation des sols de la commune en 2018 (CLC).

### Risques naturels et technologiques

#### Risques sismiques
L'ensemble du territoire de la commune de Saint-Étienne-de-Valoux est situé en zone de sismicité no 3, dite « modérée » (sur une échelle de 1 à 5), comme la plupart des communes situées dans la vallée du Rhône, mais non loin de la limite orientale de la zone no 2, dite « faible » qui correspond au plateau ardéchois.
| Type de zone | Niveau            | Définitions (bâtiment à risque normal) |
| ------------ | ----------------- | -------------------------------------- |
| Zone 3       | Sismicité modérée | accélération = 1,1 m/s2                |

## Toponymie
Le terme de Valoux ne semble plus correspondre actuellement à un lieu quelconque de la commune.

## Histoire

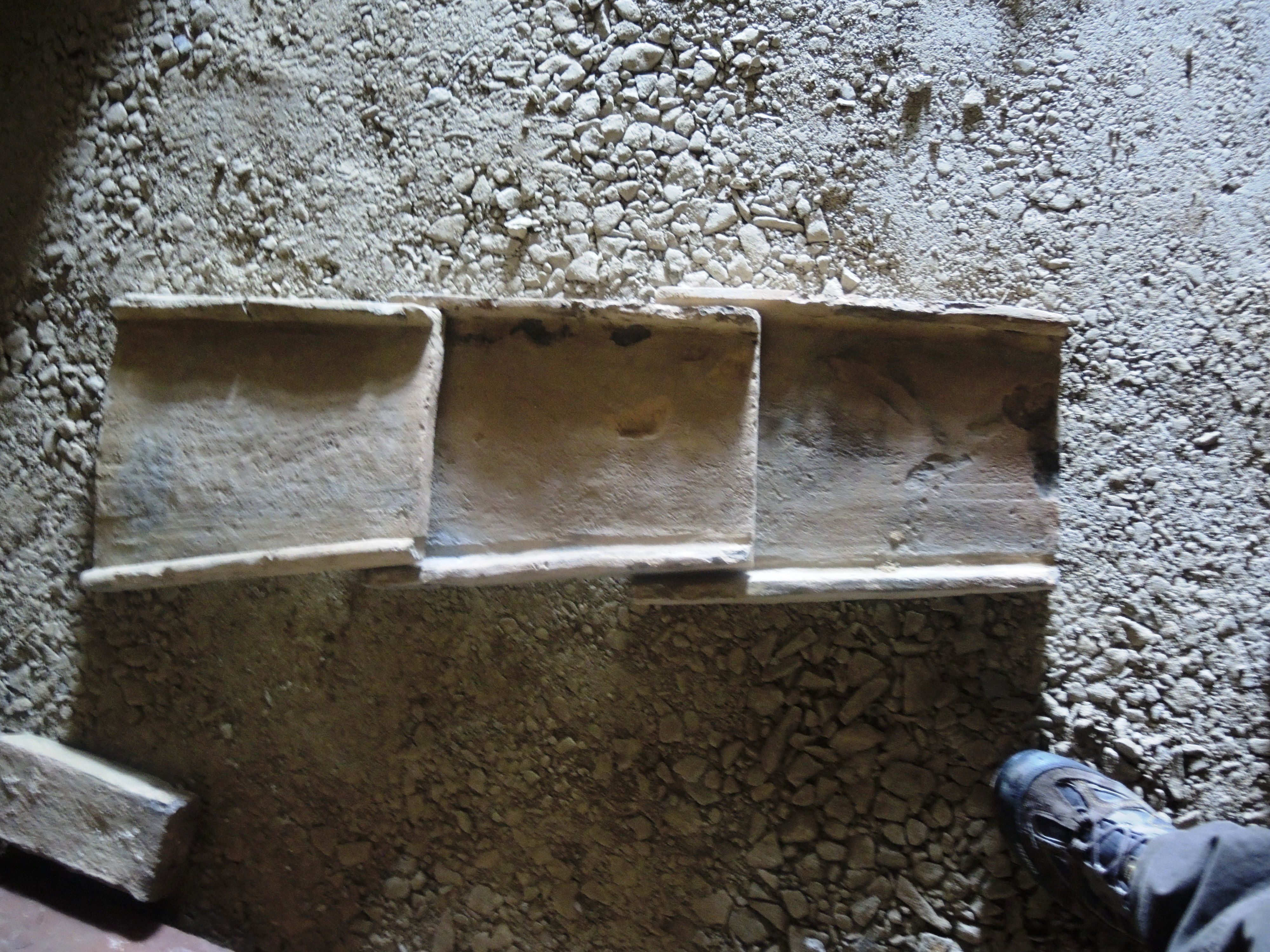
Exemple de tuiles caractéristiques de l'époque romaine, les tegulae.

Pour l'époque gallo-romaine, plusieurs traces d'habitat ont été trouvées en divers endroits de la commune. Un domaine de type « villa » a aussi existé au sud-est du village sur la rive droite du Torrenson.
Au Moyen Âge, le territoire est parfois appelé Sanctus Stéphanus infra Mandamentum Thorenci. Mais il semble surtout que Saint-Étienne de Valoux soit resté longtemps une chapelle dépendant de la paroisse d'Andance. Il y avait en tout cas au moins un cimetière en 1228. Le premier lieu de culte pourrait dater de 1478, vu que les habitants obtiennent du prieur d'Andance le droit d'y installer une chapelle. Mais Saint-Étienne n'est devenu paroisse à part entière qu'au XVIIIe siècle.
À la Révolution, la commune a pris un moment le nom de « Torrenson ». Les recensements qui ont suivi montrent pendant longtemps une stabilité à un peu plus de 300 habitants.
Au XXe siècle, l'exode rural a fait baisser ce nombre jusqu'à 200 habitants en 1999. Ce n'est que récemment que la construction de villas a provoqué une remontée du nombre d'habitants : 287 habitants en 2014. Mais l'évolution restera sans doute lente, dans la mesure où la sauvegarde des terrains agricoles reste une priorité réglementaire.

## Politique et administration

### Liste des maires
| Période                                  | Période                   | Identité                   | Étiquette | Qualité         |
| ---------------------------------------- | ------------------------- | -------------------------- | --------- | --------------- |
| Les données manquantes sont à compléter. |                           |                            |           |                 |
| 1965                                     | 1977                      | Alphonse Soulhiard         | SE        | Agriculteur     |
| 1977                                     | 1982                      | Emile Dorel                | SE        | Agriculteur     |
| 1982                                     | 1983                      | Pierre Royer-Manoha        | SE        | Agriculteur     |
| 1983                                     | mars 2008                 | Georges Roche              | SE        | cadre           |
| mars 2008                                |                           | Elisabeth Bruyère          |           |                 |
|                                          |                           | Philippe Barbot            |           |                 |
| 2014                                     | En cours (au 6 août 2020) | Marie-Christine Soulhiard, | SE-DVG    | Cadre retraitée |

## Population et société

### Démographie
L'évolution du nombre d'habitants est connue à travers les recensements de la population effectués dans la commune depuis 1793. Pour les communes de moins de 10 000 habitants, une enquête de recensement portant sur toute la population est réalisée tous les cinq ans, les populations de référence des années intermédiaires étant quant à elles estimées par interpolation ou extrapolation. Pour la commune, le premier recensement exhaustif entrant dans le cadre du nouveau dispositif a été réalisé en 2007.

En 2022, la commune comptait 274 habitants, en évolution de −6,16 % par rapport à 2016 (Ardèche : +2,48 %, France hors Mayotte : +2,11 %).
| 1793 | 1800 | 1806 | 1821 | 1831 | 1836 | 1841 | 1846 | 1851 |
| ---- | ---- | ---- | ---- | ---- | ---- | ---- | ---- | ---- |
| 307  | 314  | 268  | 345  | 312  | 344  | 324  | 334  | 366  |

| 1856 | 1861 | 1866 | 1872 | 1876 | 1881 | 1886 | 1891 | 1896 |
| ---- | ---- | ---- | ---- | ---- | ---- | ---- | ---- | ---- |
| 373  | 327  | 343  | 320  | 316  | 328  | 328  | 322  | 304  |

| 1901 | 1906 | 1911 | 1921 | 1926 | 1931 | 1936 | 1946 | 1954 |
| ---- | ---- | ---- | ---- | ---- | ---- | ---- | ---- | ---- |
| 292  | 272  | 246  | 212  | 203  | 205  | 215  | 212  | 225  |

| 1962 | 1968 | 1975 | 1982 | 1990 | 1999 | 2006 | 2007 | 2012 |
| ---- | ---- | ---- | ---- | ---- | ---- | ---- | ---- | ---- |
| 205  | 217  | 218  | 216  | 200  | 200  | 273  | 283  | 287  |

| 2017 | 2022 | - | - | - | - | - | - | - |
| ---- | ---- | - | - | - | - | - | - | - |
| 294  | 274  | - | - | - | - | - | - | - |

### Enseignement
La commune est rattachée à l'académie de Grenoble et abritait une école privée de deux classes, jusqu'à la fin de l'année scolaire 2016-2017. L'école est ensuite définitivement fermée.

### Manifestations culturelles et festivités
De nombreuses festivités animent la vie du village tout au long de l'année, organisées par l'Association "Vivre à Valoux" :
- Fin mars : fugo pour le Mardi Gras, avec de nombreux déguisements, repas chauds et concert
- En mai : "Boulangerie d'un Jour" Fête du pain dans l'ancienne boulangerie du village
- En juillet et août : "Les Estivales de Valoux", ce sont trois rendez-vous pour les villageois, alternativement au centre du village et au hameau des Barges
- En décembre : concert à l'église et exposition à la bibliothèque.

### Médias
Deux journaux sont distribués dans les réseaux de presse desservant la commune :
- L'Hebdo de l'Ardèche est un journal hebdomadaire français basé à Valence. Il couvre l'actualité de tout le département de l'Ardèche.
- Le Dauphiné libéré est un journal quotidien de la presse écrite française régionale distribué dans la plupart des départements de l'ancienne région Rhône-Alpes, notamment l'Ardèche. La commune est située dans la zone d'édition d'Annonay.

### Cultes
L'église (propriété de la commune) et la communauté catholique de Saint-Étienne-de-Valoux sont rattachées à la paroisse Sainte Croix du Rhône, elle-même rattachée au diocèse de Viviers.

## Économie

### Agriculture
Les terrains les plus favorables à la vigne ont été classés en AOC Saint-Joseph. La « Côte Diane », orientée vers l'est au-dessus de Saint-Étienne-de-Valoux et de Saint-Désirat, donne lieu à une cuvée particulière en Saint-Joseph rouge à la cave de Saint-Désirat. Les vignes hors AOC sont peu à peu abandonnées.
Les terrains argileux plus plats sont utilisés pour la production de cerises et d'abricots, mais aussi pour le maraîchage.
Guillaume Thoué et Michaël Bonnin proposent une culture traditionnelle de pêches, abricots et cerises avec quelques hectares de vigne. François Meyrand offre aussi une culture traditionnelle, avec une production de quelque 100 tonnes d’abricots et 30 de cerises. Yves Bruyère se consacre entièrement à la culture bio, depuis 1997, de cerises, abricots, pêches et poires.

### Deux anciennes tuileries

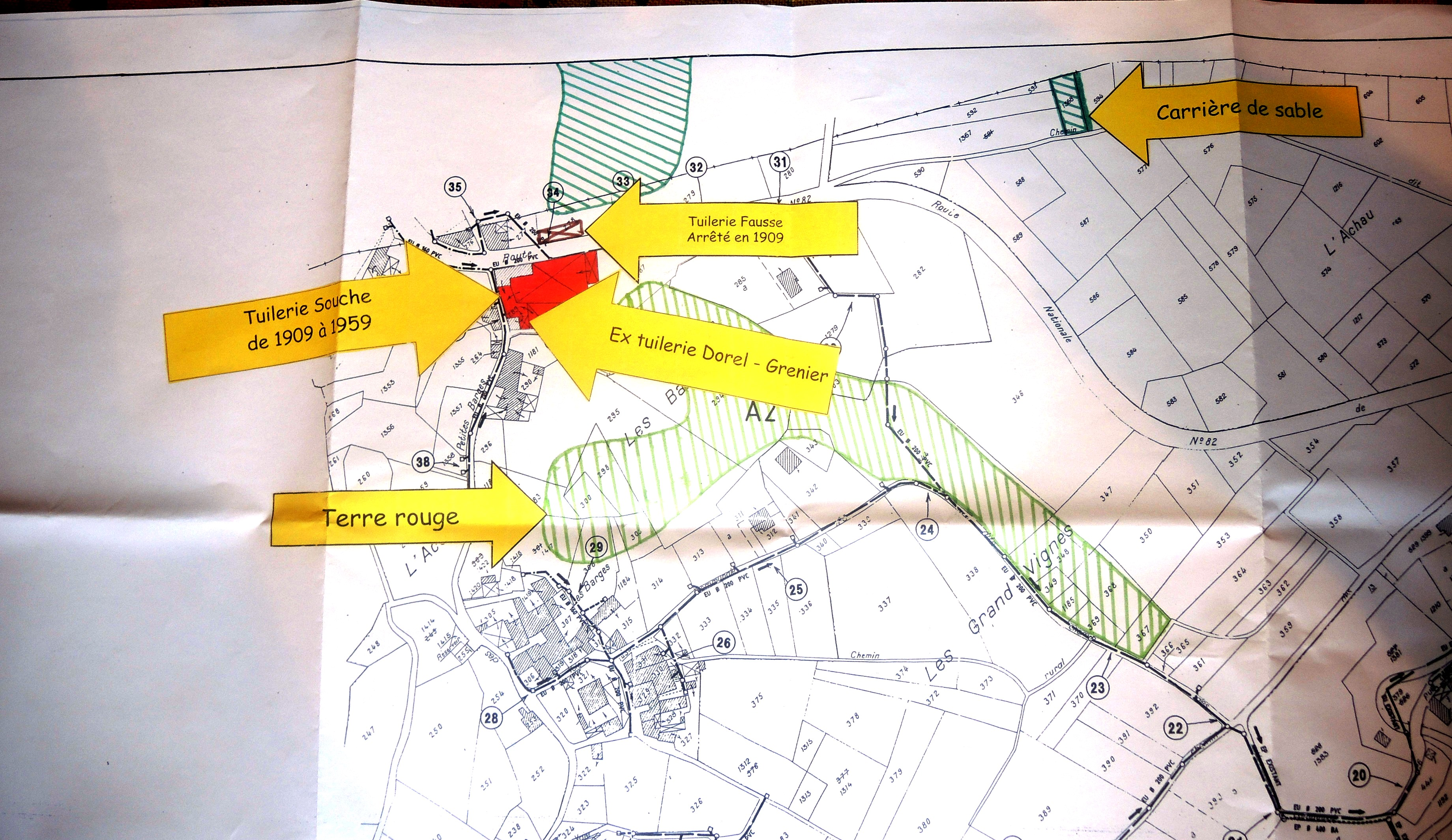
Deux briqueteries ont utilisé autrefois les gisements d'argile présents sur la commune.

La présence de sol argileux a permis le fonctionnement de deux tuileries au hameau des Barges, dont la dernière a fermé en 1959. Deux types d'argiles ont été utilisés: argile rouge de part et d'autre de la RD 82, et argile bleue à la limite de Thorrenc.
Une tuilerie a fonctionné du côté nord de la route jusqu'en 1909 : la tuilerie Fausse. Des vestiges intéressants ont été maintenus sur ce site par son propriétaire actuel Georges Roche. Les deux bâtiments subsistants se trouvaient en avant du four : l'un abritait le charbon, l'autre donne accès aux trois anciens foyers. Le four lui-même a été comblé. Il s'agissait d'une construction carrée de 5 mètres de côté et de 4 mètres de hauteur. On y empilait les produits à cuire qu'on couvrait par une voûte temporaire. La chaleur devait être contrôlée pour éviter la fusion des produits au-delà d'une certaine température. Georges Roche a conservé aussi des exemplaires de production de diverses époques : tuiles romaines (les tegulae plates avec des rebords), tuiles et briques fabriquées aux Barges…

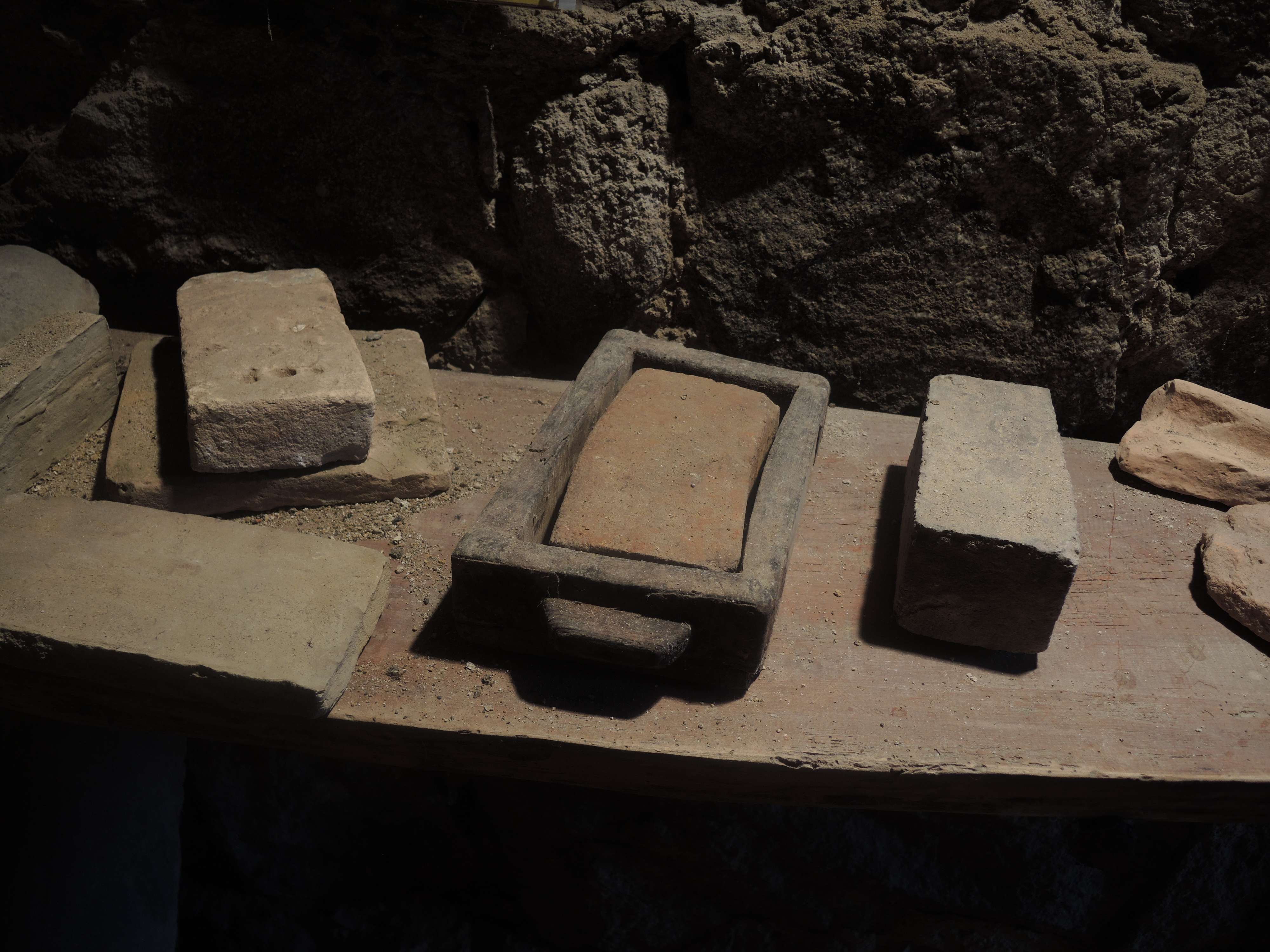
Exemplaires de briques fabriquées à la main.

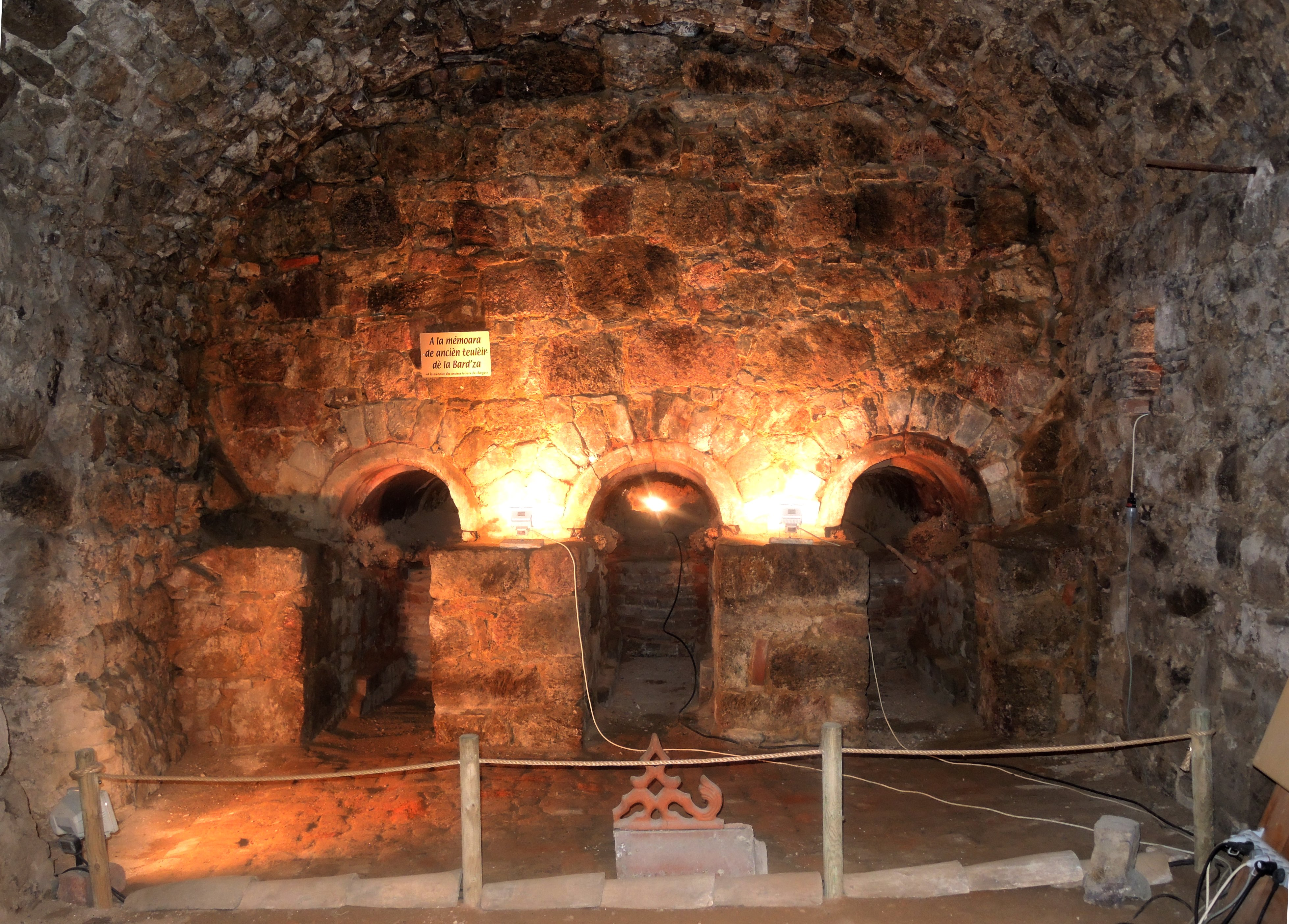
Les entrées de l'ancien four.

La tuilerie la plus importante et la plus résistante se trouvait du côté sud de la départementale et ses bâtiments occupaient 1 800 m2. Elle était déjà en activité en 1788, sous le nom de tuilerie Dorel-Grenier. Un contrat de 1897 y programme, pour les enfants et les femmes, des journées de travail de 11 heures entre 5 heures et 19 heures six jours par semaine. En 1909, la tuilerie a été rachetée par la famille Souche. En 1927, elle produisait sous le nom de « Grandes Tuileries Mécaniques de l'Ardèche ». Elle a fermé en 1959.
Sur la place du village, une maison construite entièrement en briques rouges témoigne de cette ancienne activité de la commune.

## Culture locale et patrimoine

### Lieux et monuments

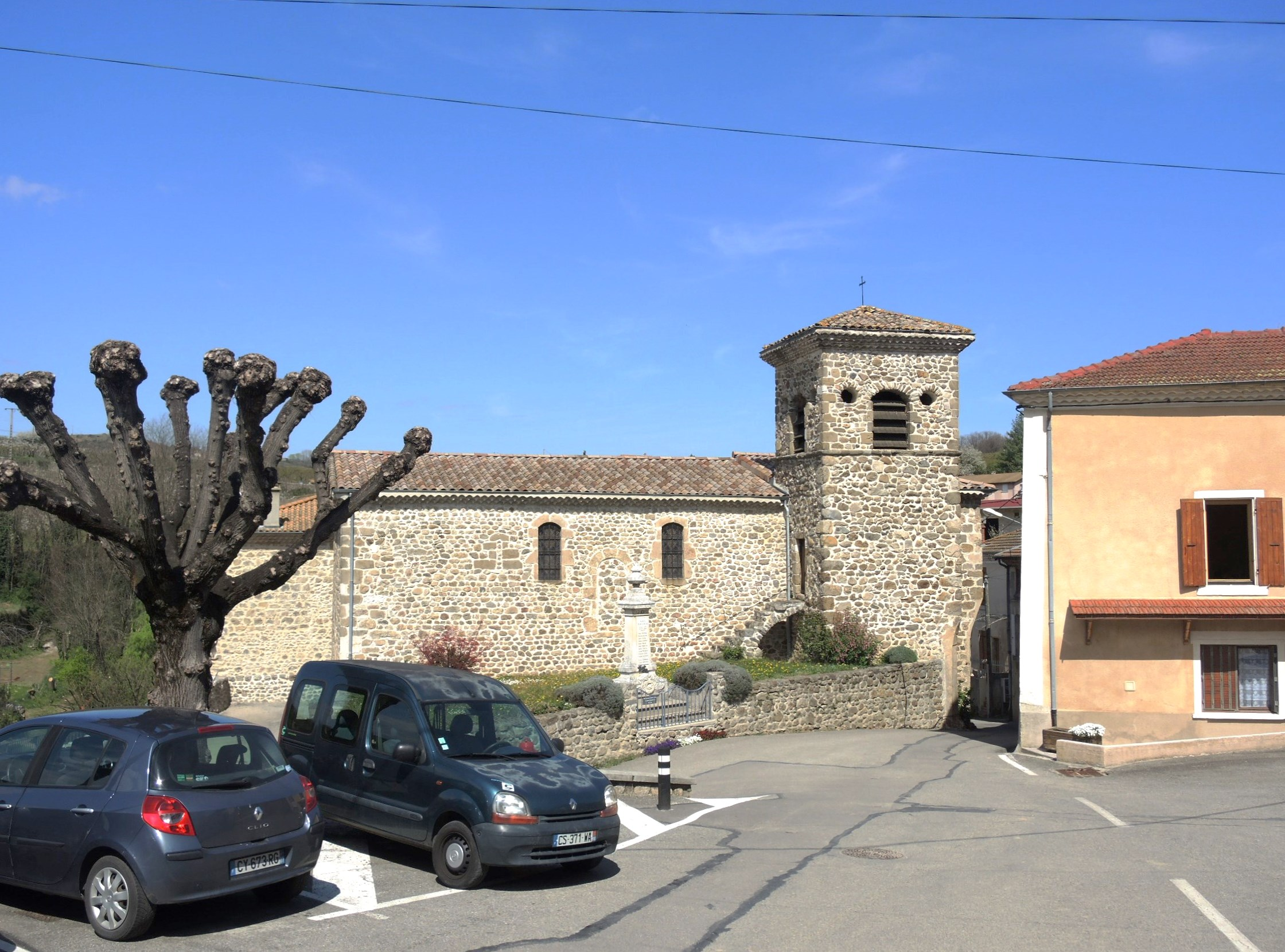
L'église, dont un angle s'efface pour laisser de la place à la route.

L'église Saint-Étienne de Saint-Étienne-de-Valoux, de style roman, est difficile à dater en l'absence de documents. Elle apparaît comme une église ancienne mais rénovée. Son plan est simple, avec une nef rectangulaire à murs épais et un plafond horizontal qui dissimule la charpente. À l'extérieur, l'angle sud-est a l'originalité d'avoir été écorné pour laisser un peu plus de passage à la route. Le clocher a été construit à l'extérieur, mais en s'appuyant sur le mur de la façade sud. Une de ses pierres d'angle, gravée, rappelle sans doute le nom de son constructeur : « André C ».

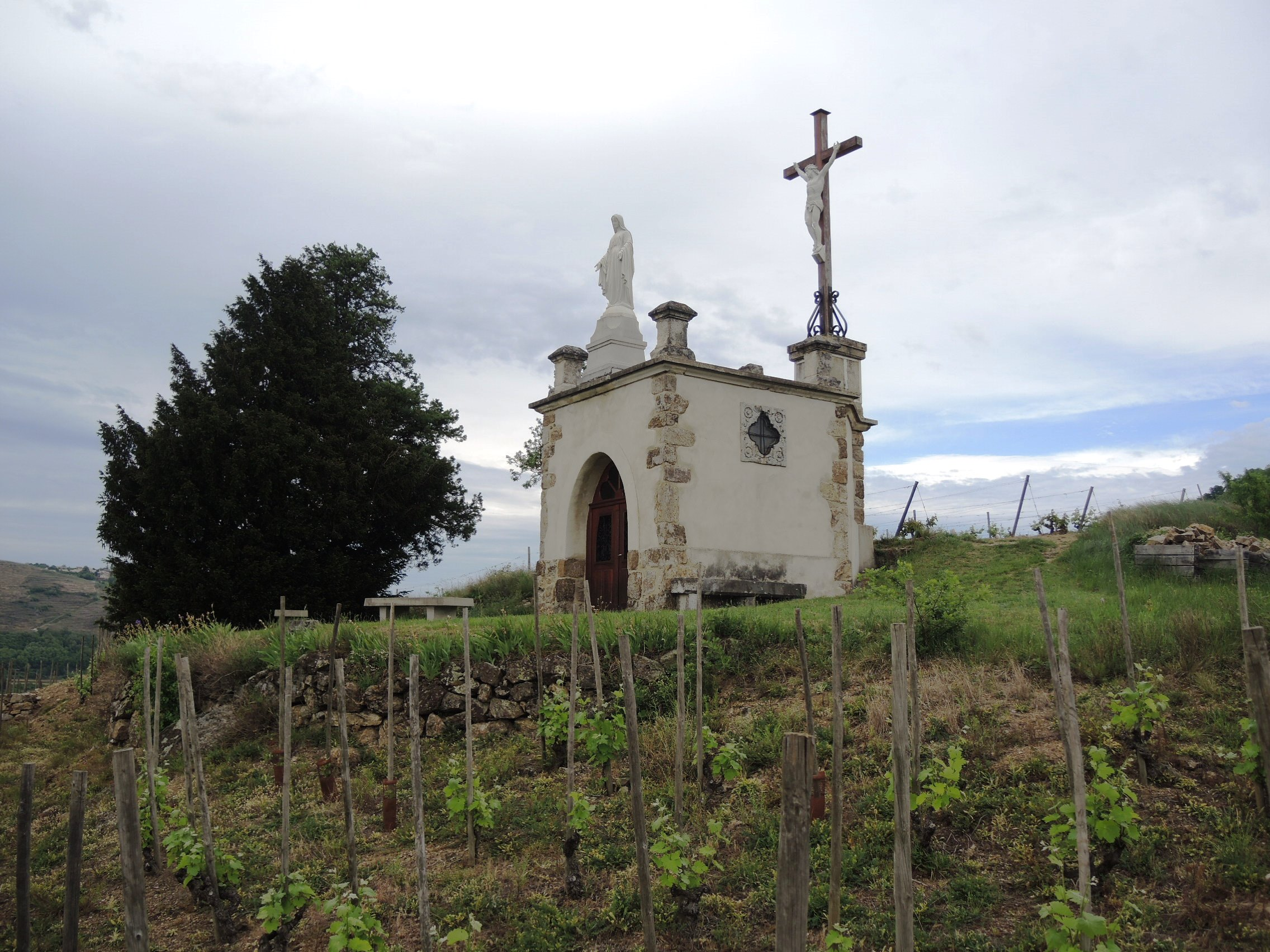
La chapelle, construite en 1902.

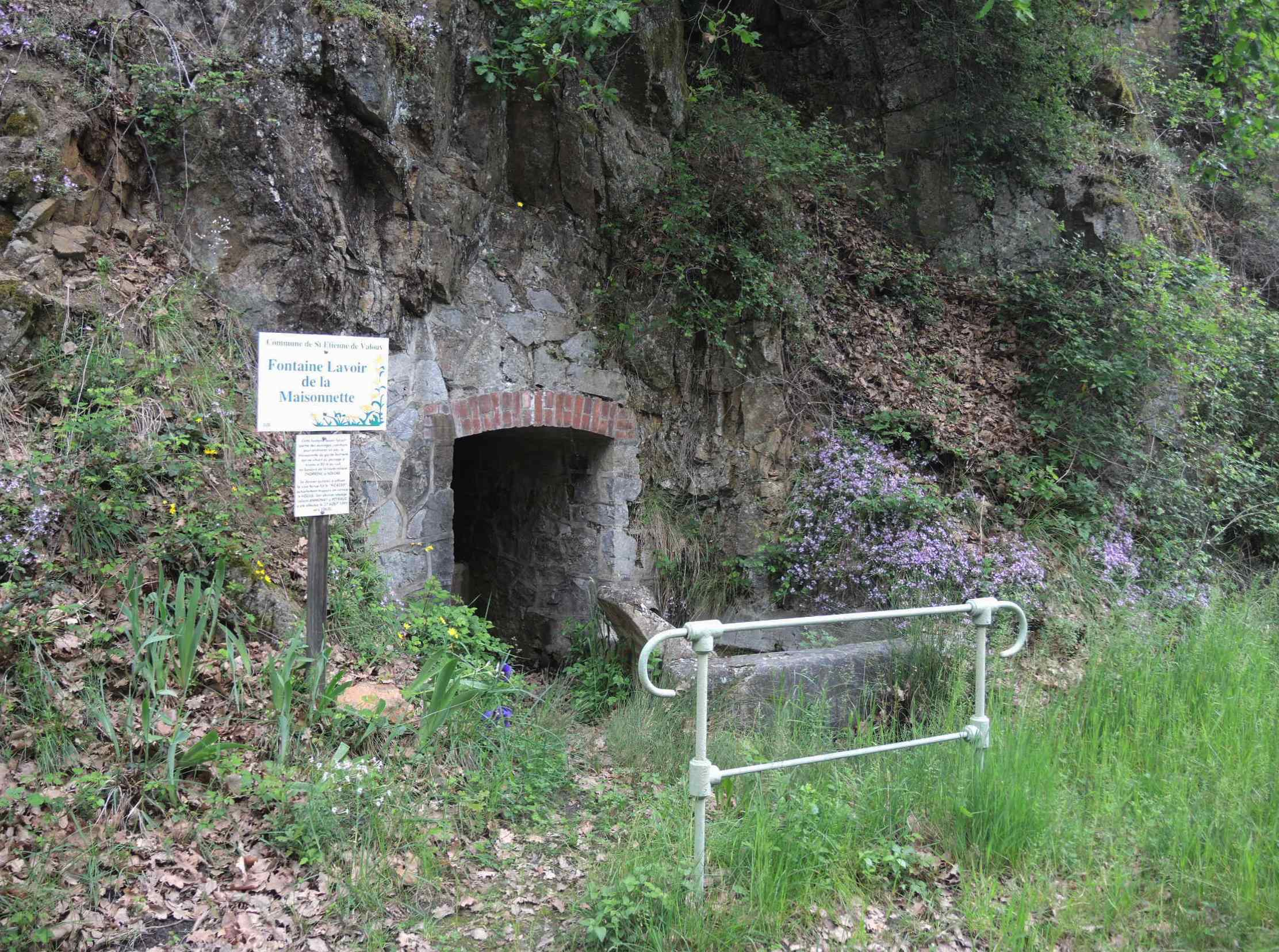
Une source aménagée le long de l'ancienne voie ferrée.

Une chapelle a été construite en 1902 au-dessus du village, sur la colline du Châtelet par des fonds privés et avec l'aide de la paroisse. Elle a été consacrée à Notre-Dame de Toutes Grâces. Elle appartient maintenant à l'association « Les Amis de la Chapelle ». Son site panoramique est volontiers fréquenté par les promeneurs. On peut y accéder par un sentier au départ de la départementale.
Le tronçon abandonné de la ligne de chemin de fer entre Firminy, Bourg-Argental, Annonay et Saint-Rambert-d'Albon a été racheté par la commune. Il est devenu un chemin de terre accessible aux véhicules et aux piétons. Quelques panneaux indiquent des curiosités qu'on peut rencontrer : l'emplacement du passage à niveau, une ancienne fontaine, la voûte d'un passage sous la voie... 

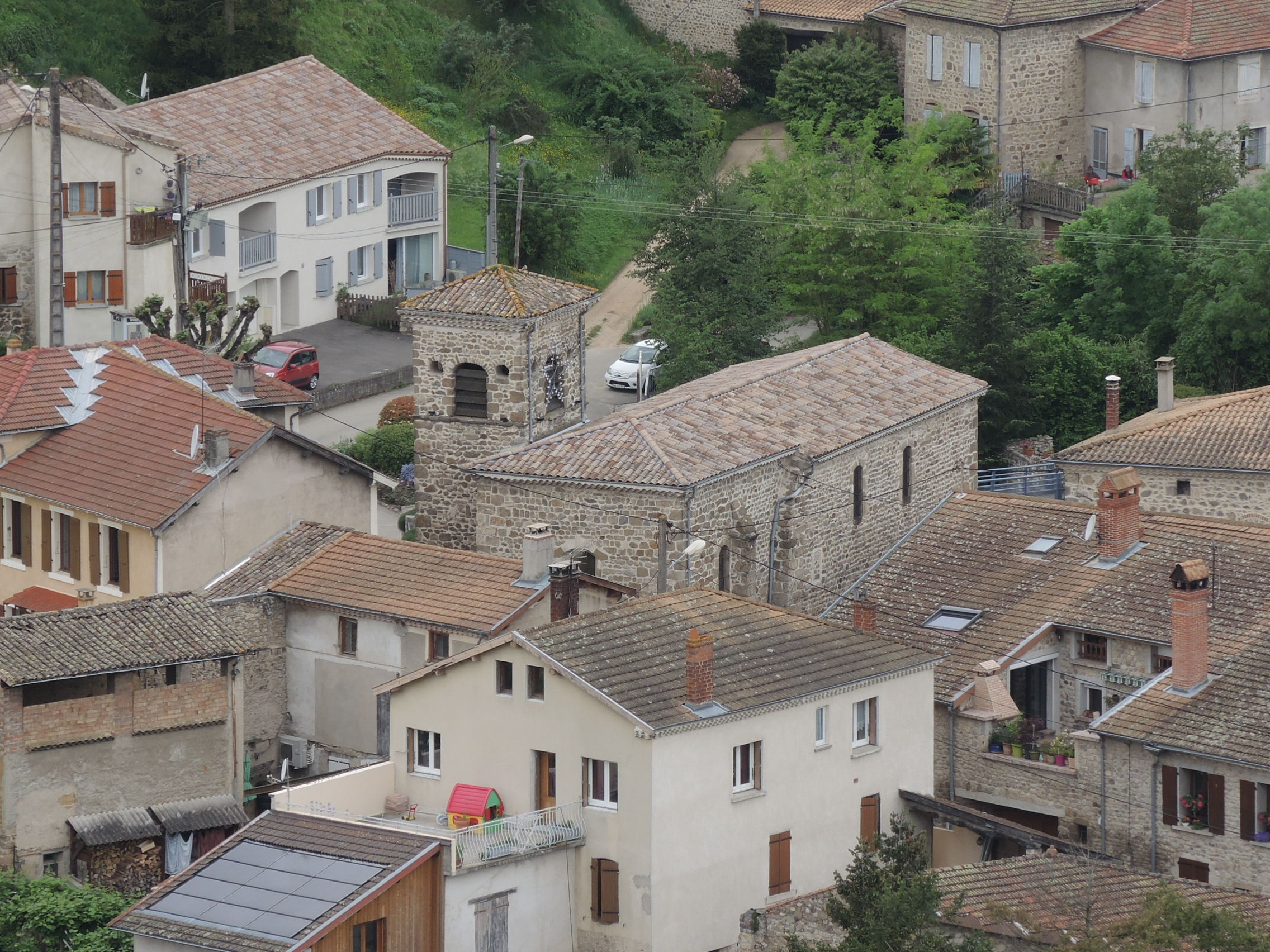
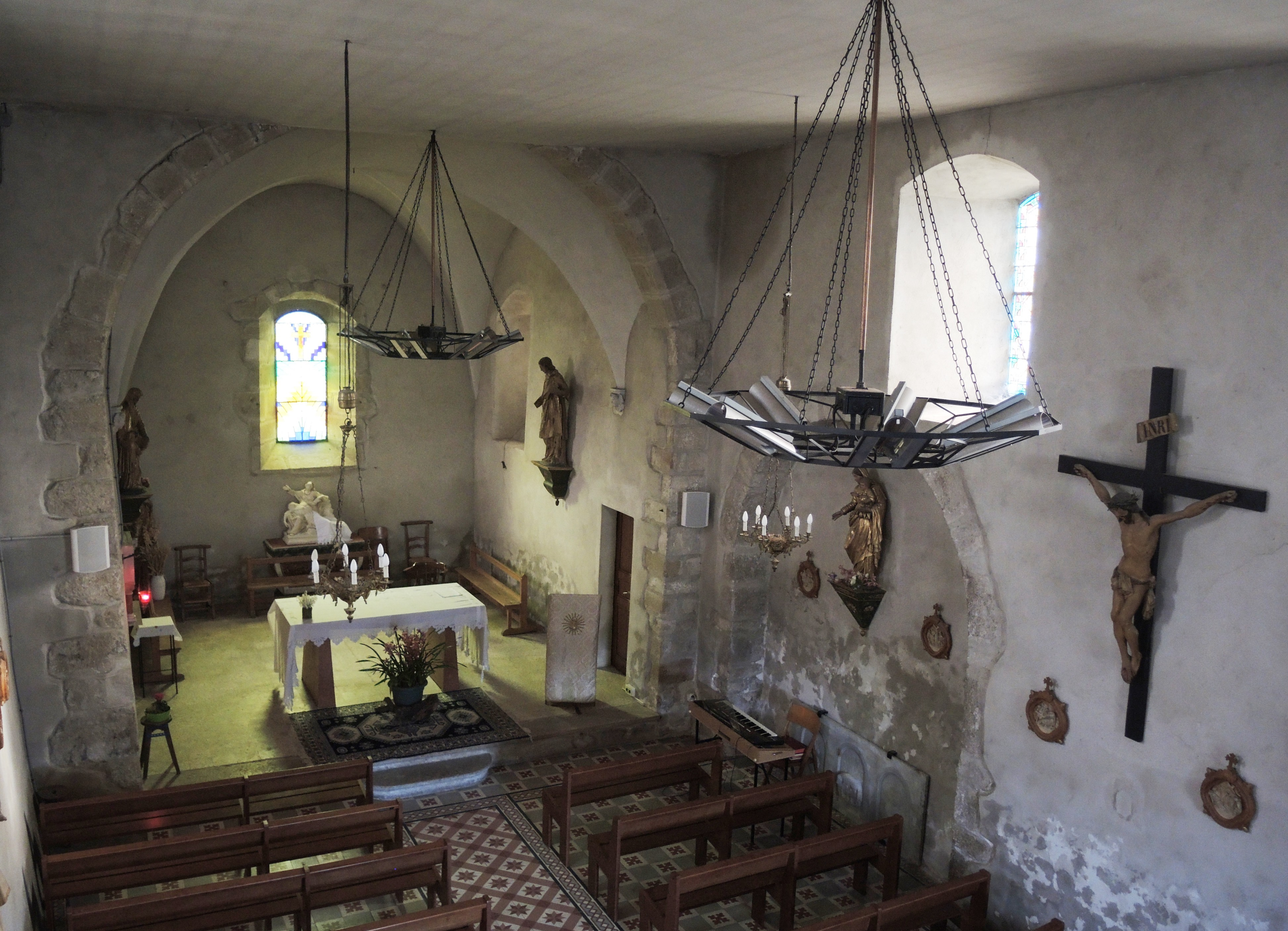
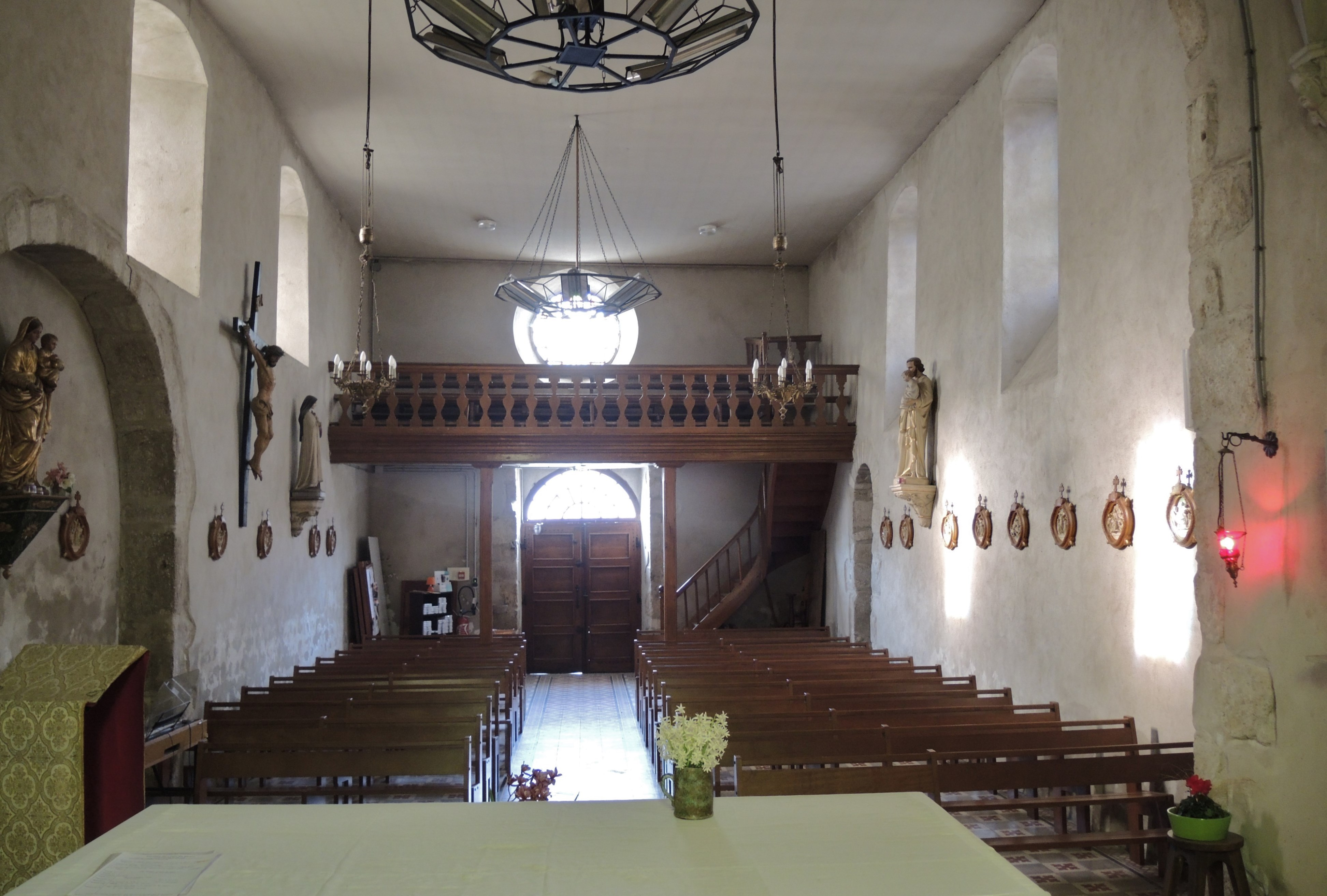
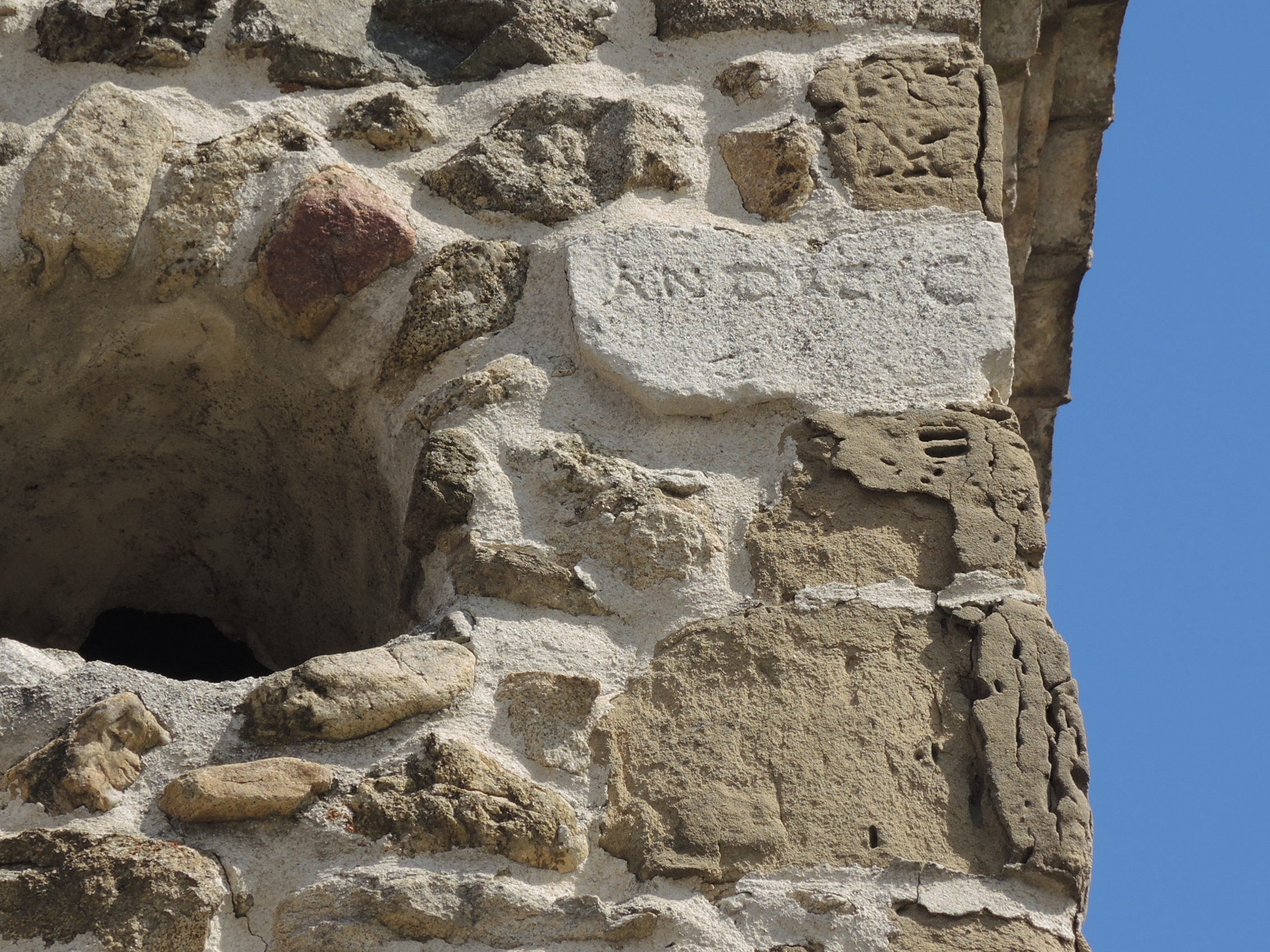

### Associations
Les Amis de la Chapelle ont pris en charge ce bâtiment construit en 1902. L'association Vivre à Valoux gère la bibliothèque, et organise les différentes manifestations et animations. Un groupe de gospel domicilié à Saint-Étienne-de-Valoux. L'association Bedos Bastards Racing Team s'est formée autour de Christophe Engelmann, champion de France 2014 de vitesse sur motos anciennes en 900 classic. Il a été aussi en 1991 champion de France de gymnastique UGSEL. Professionnellement, il est dirigeant de la société annonéenne Engelmann Mécanique Générale, créée par son père en 1978.

### Patrimoine naturel

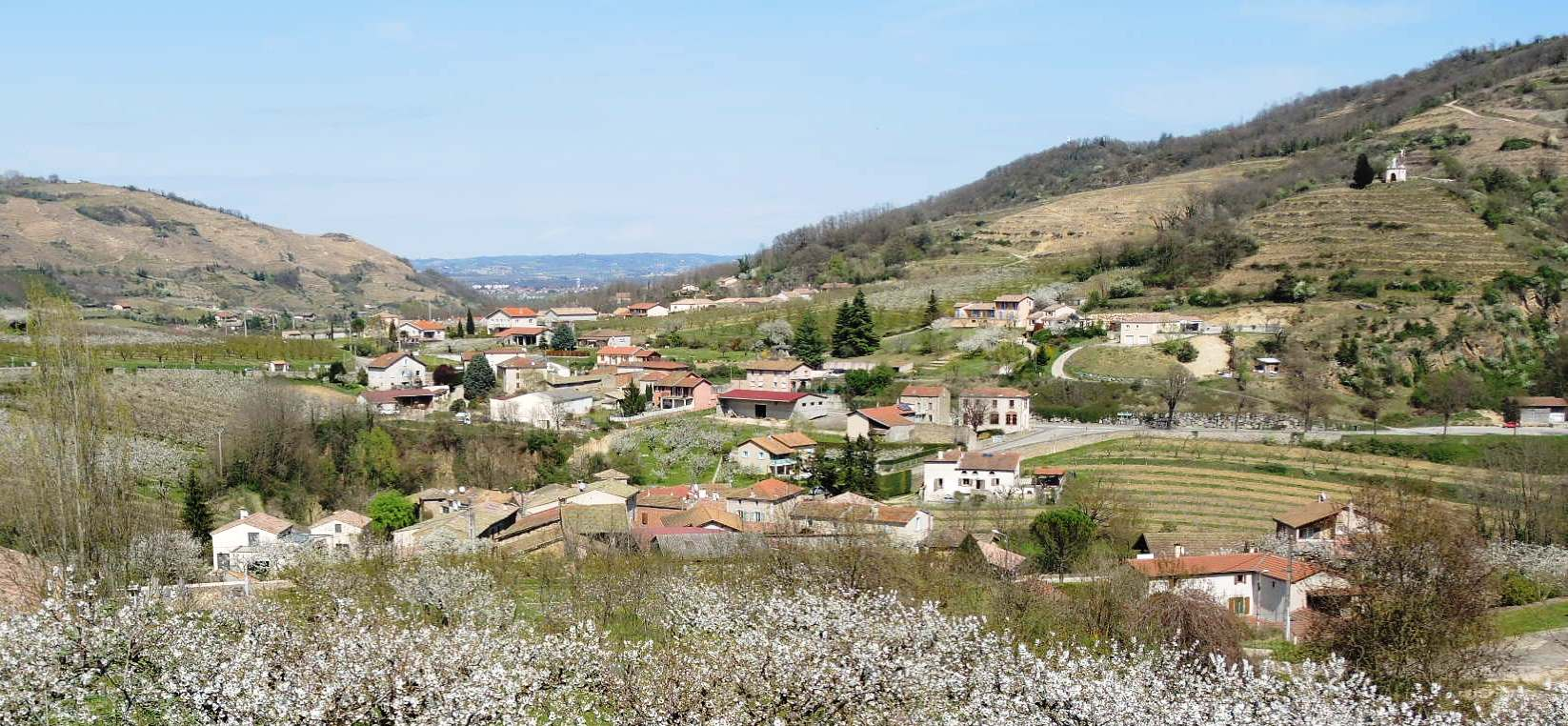
Un village agricole, dans un ancien bras du Rhône.

Des itinéraires balisés passent sur la commune en liaison avec les communes voisines de Talencieux, Thorrenc, Saint-Désirat, Andance… D'autres sentiers sont praticables et sont notamment utilisés pour la randonnée pédestre organisée par l'école au printemps au milieu des arbres en fleurs.
La montée à la chapelle fait partie des parcours les plus appréciables. On peut poursuivre plus haut sur cette colline du Châtelet pour découvrir la crête qui domine le Rhône ou les paysages de Saint-Désirat. Sur la façade sud, se trouve par endroits une liliacée rare et protégée, la Gagée des Rochers. C'est une très petite plante bulbeuse de 3 à 10 cm de hauteur, à fleur jaune qui fleurit entre janvier et mars. Les abords du Torrenson ont reçu quelques aménagements agréables au centre village.

### Héraldique
|  | Saint-Étienne-de-Valoux possède des armoiries dont l'origine et le blasonnement exact ne sont pas disponibles. |